# Georgi Iwanowitsch Safarow

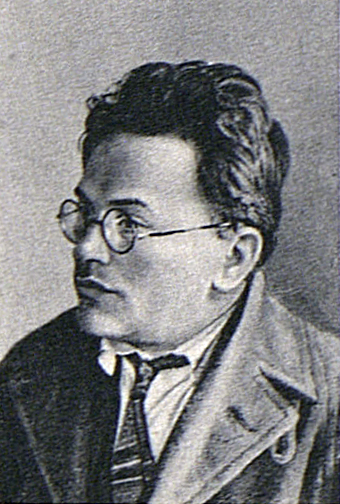
Georgi Iwanowitsch Safarow (1916)

Georgi Iwanowitsch Safarow (russisch Георгий Иванович Сафаров; * 1891 in Sankt Petersburg; † 27. Juli 1942 in Saratow) war ein russischer Revolutionär.

## Leben
Safarow schloss sich 1908 den Bolschewiki an und wurde Führer der Jugendorganisation in Petersburg. Für mehrere Jahre emigrierte er nach Frankreich. 1917 kehrte er mit Lenin im angeblich versiegelten Zug nach Russland zurück. Die Betroffenen hatten die Anweisung nicht auszusteigen. Versiegelt war – allen Angaben in den Medien und der Literatur zum Trotz – der Zug nicht (vgl. e. Radsinski, Nikolaus II.). In der Komintern galt er als Spezialist für Fragen des Ostens. 1927 wurde er Mitglied der „Ohne-Führer“-Gruppe, 1932 gehörte er dem Block Oppositionen an, den er 1935 verließ. Nach der Kirow-Ermordung wurde er zum ersten Mal verhaftet, 1936 zu fünf Jahren Haft verurteilt. Im Juli 1942 wurde er in Saratow hingerichtet.